# Воћна салата
Воћна салата је јело које се састоји од разних врста воћа, које се понекад сервирају у течности, у сопственим соковима или у сирупу. У различитим облицима, воћна салата се може послужити као предјело, као прилог. Када се служи као предјело, воћна салата је понекад позната као воћни коктел (често се односи на конзервирани производ) или воћни куп (када се служи у малој посуди).
Постоји много врста воћних салата, у распону од основних (без орашастих плодова, маршмелоуа, шлага или прелива) до умерено слатких (валдорф салата) и слатких (салата од амброзије). Још једна "салата" која садржи воће је желе салата, са својим бројним варијацијама. Воћни коктел је добро дефинисан у САД и значи добро распоређену мешавину малих коцкица (од највећег процента до најнижег) брескве, крушке, ананаса, грожђа и половина трешње. Воћна салата може бити и конзервисана (са већим комадима воћа од коктела).

## Опис
Постоји велики број кућних рецепата за воћну салату који садрже различите врсте воћа или који користе другачију врсту соса осим воћног сока или сирупа. Уобичајени састојци који се користе у воћним салатама су јагоде, ананас, диња, лубеница,  грожђе и киви.   Разни рецепти могу захтевати додавање орашастих плодова, воћних сокова, одређеног поврћа, јогурта или других састојака.
Једна варијација је Валдорф воћна салата, која користи сос на бази мајонеза. Други рецепти користе павлаку (као што је у амброзији), јогурт или чак крем од ваниле као примарни састојак соса. Варијација воћне салате користи шлаг помешан са многим врстама воћа (обично мешавина бобичастог воћа), а често укључује и минијатурне маршмелоу комаде. Малезијска воћна салата користи зачињени сос са кикирикијем и пастом од шкампа. На Филипинима, воћне салате су популарна јела за забаве и празнике, обично се праве од букоа, или младог кокоса, и кондензованог млека поред другог конзервираног или свежег воћа.
Мексико има популарну варијацију воћне салате под називом Бионико која се састоји од разних плодова натопљених кондензованим млеком и мешавином павлаке. Гвакамоле се такође може сматрати воћном салатом, која се претежно састоји од различитог воћа и воћних сокова као што су авокадо, сок од лимуна и/или лимете, парадајз, чили паприка и црни бибер у зрну.
У мароканској кухињи постоји велики избор воћних салата, често као део кемије, избор предјела или малих јела аналогних шпанским тапасима или источно-медитеранским мезима.
Сладолед са воћном салатом се такође често прави, са малим комадићима правог воћа, ароматизованим или соковима из концентрата, воћним екстрактима или вештачким хемикалијама.

## Воћни коктел
Воћни коктел се често продаје у конзерви и уобичајен је у кафетеријама, али се може направити и свеж. Употреба речи „коктел“ у називу не значи да садржи алкохол, већ се односи на секундарну дефиницију: „предјело направљено комбиновањем комада хране, попут воћа или морских плодова“ .
У Сједињеним Државама, УСДА предвиђа да конзервирани „воћни коктел“ мора да садржи одређени проценат крушака, грожђа, трешања, брескви и ананаса да би се пласирао као воћни коктел. Мора да садржи воће у следећим процентима: 
- 30% до 50% брескви исецканих на коцкице, било које жуте сорте
- 25% до 45% крушака исечених на коцкице, било које сорте
- 6% до 16% ананаса исеченог на коцкице, било које сорте
- 6% до 20% целог грожђа, било која сорта без семена
- 2% до 6% половина трешње, било која светло слатка или вештачки обојена црвена сорта (попут трешње мараскино [5])

И Вилијам Вер Крус са Калифорнијског универзитета у Берклију и Херберт Греј из компаније Барон-Греј за паковање из Сан Хозеа, Калифорнија, заслужни су за проналазак воћног коктела.   Барон-Греј је била прва компанија која је комерцијално продавала воћни коктел, почевши од 1930. године, а California Packing Corporation је почела да га продаје под својим брендом Дел Монте неколико година касније. 
Воћни коктел из конзерве и воћна салата из конзерве су слични, али воћна салата садржи крупније воће док воћни коктел садржи воће исечено на коцкице.  Комерцијално, коришћено воће било је здраво, али козметички оштећено, као што је бресква или крушка која је била нагњечена на једној страни.  Оштећени делови би били одсечени и одбачени, а остали би били исечени на коцкице. 